# 亞洲電視天氣報告
《天氣報告》（英語：Weather Report）是香港亞洲電視新聞部製作的天氣預報節目，粵語版本於本港台及亞洲台播出，普通話及英語版本於國際台和亞洲台播出。

## 播放時間

### 粵語節目
| 節目     | 播放時間              | 頻道           |
| -------- | --------------------- | -------------- |
| 天氣報告 | 星期一至日12:55-13:00 | 本港台、亞洲台 |
| 天氣報告 | 星期一至日18:55-19:00 | 本港台、亞洲台 |

黃昏版《天氣報告》在2013年1月1日開始由馬百良安宮牛黃丸特約。星期六、日黃昏版後會播出由天文台製作的《氣象冷知識》。
2015年5月18日至7月31日，由於新聞部人手資源短缺，決定取消播出《十二點半新聞》，中午《經濟快訊》及中午《天氣報告》亦隨之取消。
2016年1月1日起，《天氣報告》更換片頭設計及片頭音樂，並更換新的虛擬布景。
2016年2月1日起，因亞洲電視拖欠部分員工12月份薪金的1個月期限屆滿，預料會有員工相繼離職，新聞部決定即日起取消播出《十二點半新聞》，而中午《天氣報告》亦隨之取消。
2016年2月5日，傍晚《天氣報告》播映最後一集。
2016年2月6日，由於員工疏忽，未有刪除節目表中顯示的《天氣報告》，以致原定在節目表中顯示於本港台黃昏時段播出的《天氣報告》沒有如期播出。

### 普通話版本
| 節目           | 播放時間              | 頻道           |
| -------------- | --------------------- | -------------- |
| 普通話天氣報告 | 星期一至五17:55-18:00 | 國際台、亞洲台 |

- 2011年7月11日開始，亞洲台會於當日晚上大約10時25分重播。2011年8月15日起改為當日晚上大約9時55分至10時重播（賽馬夜除外），及後改為晚上大約8時55分至9時重播。而2015年1月1日起由於新聞部人手資源短缺，決定取消播出《亞視普通話新聞》，《普通話天氣報告》亦隨之取消。

### 英語版本
| 節目     | 播放時間              | 頻道           |
| -------- | --------------------- | -------------- |
| 天氣報告 | 星期一至日19:55-20:00 | 國際台、亞洲台 |

- 2012年6月13日開始，《天氣報告》緊隨《英語晚間新聞》播放，廣告時段合併在《晚間新聞》原來之廣告時段內一併播放。

## 節目內容
當日天氣
報道由天文台錄得當日最高氣溫、最低氣溫、即時氣溫、相對濕度、雨量紀錄及現正生效的警告信號。
紫外線指數
報道當日和翌日紫外線指數及強度預測。
天氣圖／衛星雲圖
於背景顯示東亞地區的天氣圖／衛星雲圖，並由主播簡介香港及鄰近地區的天氣，以及熱帶氣旋移動路徑。
空氣質素健康指數預測
報道由環保署預測翌日一般及路邊監測站的空氣質素健康指數。
未來五日天氣展望
簡介未來五日天氣、最高氣溫及最低氣溫。
世界各大城市天氣
以地球立體影像簡介世界主要城市天氣概況、最高氣溫及最低氣溫：
- 東亞：北京、上海、成都、西安、廣州、澳門、台北、首爾、東京
- 東南亞：馬尼拉、新德里、曼谷、吉隆坡、新加坡、雅加達
- 大洋洲：悉尼、墨爾本、布里斯班、奧克蘭
- 北美洲：洛杉磯、三藩市、紐約、溫哥華、多倫多
- 歐洲：倫敦、巴黎、法蘭克福、阿姆斯特丹、羅馬

## 主持安排
粵語版本的天氣報告主要由現任亞洲電視新聞及公共事務部行政經理李禮儀負責（又稱秘書小姐），這安排一直維持了接近二十年直至2015年7月31日；2000年起曾有一段時間起用藝員李綺雯、駱樂、祖嘉大娘 Joker Rita、杜秋霞、馬思韶等負責黃昏版天氣報告；2004年起或會由亞視新聞部主播／記者兼任天氣報告員（特別於星期六、日及公眾假期常見），2015年8月1日起改為長期安排至今。
謝燕娜於2000年至2006年於亞視新聞工作期間，亦曾兼任亞洲電視本港台中午12時45分的天氣報告員；但2012年返回亞視新聞後已沒有該安排。
- 普通話版本天氣報告的報告員則一直由普通話新聞主播兼任。
- 英語版本天氣報告的報告員則一直由英語晚間新聞體育主播兼任。

約1988年至1992年，亞洲電視《天氣報告》曾採用卡通人物白波和細波（小狗和男性）為天氣預測作介紹，對抗無綫電視的天氣先生。